# Parque nacional Radal Siete Tazas
El Parque nacional Radal siete tazas es un área natural protegida ubicada en la comuna de Molina, Provincia de Curicó, Región del Maule (Chile), distante 100 km al noreste de Talca, 75 km al sureste de Curicó, 55 km al noreste de la localidad de Molina y 275 km al sur de la capital, Santiago. Fue creada en 1981 como Área de Protección turística, y el 27 de marzo de 2008 fue declarada Parque Nacional. Es administrada por CONAF, y está abierta todo el año, aunque la principal época de visita es el período estival, entre los meses de diciembre a marzo.

## Flora y fauna
En esta área protegida predominan la estepa altoandina del Maule y el bosque caducifolio, formado por especies nativas de Chile como el roble, raulí, ñirre y hualo, siendo posible apreciar también radal, coigüe, avellano, ciprés de la cordillera, olivillo, laurel, entre otros.
En cuanto a fauna, destaca el pudú, cérvido sudamericano de pequeño tamaño y el Colo-Colo, especie de felino endémica de Chile. Entre las más de 20 especies de aves existentes en la zona están el loro tricahue (en peligro de extinción), torcaza, cachaña, halcón peregrino, cóndor de los Andes, águila, bailarín, aguilucho, carpintero negro, pato cortacorrientes, fio-fio, y búhos como el Tucúquere.

## Atractivos turísticos
El parque cuenta con una serie de miradores y senderos habilitados, con distinta extensión y niveles de dificultad. Ellos permiten apreciar ambientes desde el precordillerano al cordillerano, con diversidad de paisajes y vegetación.
El atractivo de mayor valor escénico lo constituye el río Claro. Su lecho de roca basáltica de origen volcánico ha sido moldeado por el agua a través de los siglos, formando una serie de saltos de agua y pozones, rodeados de vegetación. Es precisamente una serie de pozones los que dan nombre al parque, Siete Tazas; a continuación de estos, se hallan el Salto de la Leona y el Velo de la Novia.
Además, en el sector de El Bolsón, se encuentra una formación rocosa conocida como Colmillo del Diablo, de casi 500 m de altura, la cual destaca por sobre la planicie. Este sendero es parte del circuito Cóndores, que permite unir el parque nacional Radal Siete Tazas con la Reserva Nacional Altos de Lircay.

### Efectos del Terremoto de 2010
Tras el terremoto del 27 de febrero de 2010 el caudal del río Claro disminuyó significativamente en el área de los pozones y saltos de agua, dejándolos secos, afectando el valor escénico del lugar. Observaciones en terreno permitieron identificar una fisura en las rocas del lecho, por donde el agua drenó hacia el subsuelo. Sin embargo, ya desde el invierno de ese mismo año, las lluvias comenzaron a arrastrar sedimentos que fueron sellando la capa permeable, permitiendo que paulatinamente el río recuperase su caudal habitual, hasta finalmente volver a la normalidad.

## Visitantes
Este parque recibe una gran cantidad de visitantes cada año, principalmente chilenos y, en menor medida, extranjeros.
| Año         | 2012   | 2013   | 2014   | 2015   | 2016   | 2017   | 2018    | 2019    | 2020   | 2021   | 2022    | 2023   | 2024   |
| ----------- | ------ | ------ | ------ | ------ | ------ | ------ | ------- | ------- | ------ | ------ | ------- | ------ | ------ |
| chilenos    | 35 750 | 41 959 | 44 249 | 53 164 | 61 991 | 33 311 | 97 163  | 105 369 | 39 191 | 72 076 | 97 506  | 71 285 | 89 186 |
| extranjeros | 904    | 817    | 855    | 875    | 1461   | 1357   | 4049    | 1844    | 968    | 880    | 2537    | 2509   | 3624   |
| Total       | 36 654 | 42 776 | 45 104 | 54 039 | 63 452 | 34 668 | 101 212 | 107 213 | 40 159 | 72 956 | 100 043 | 73 794 | 92 760 |

## Galería

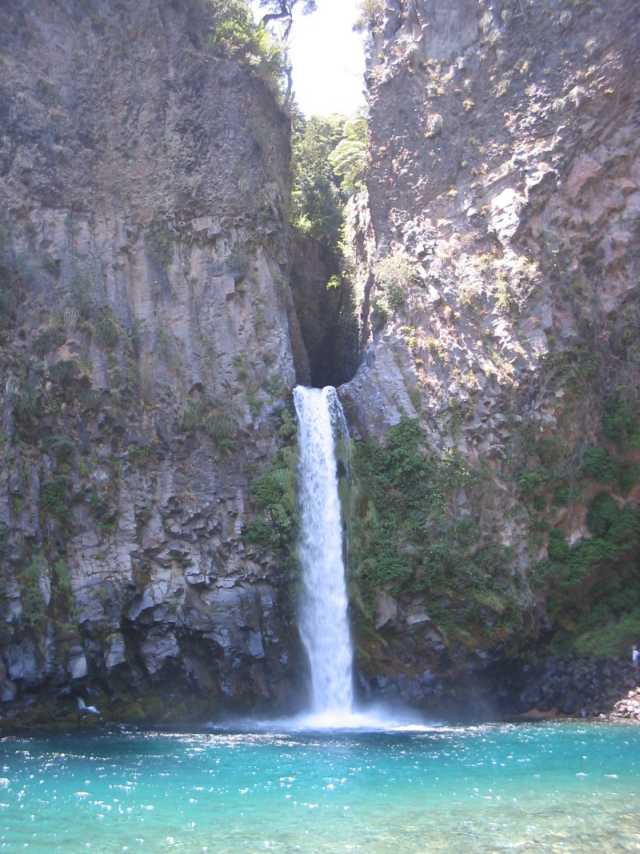
Caída de agua Salto de la Leona
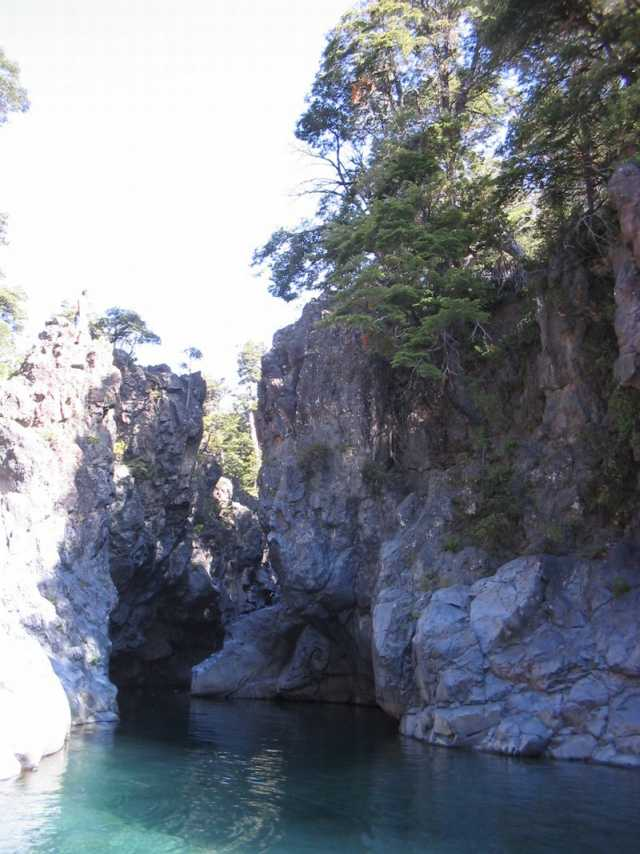
Pozones en el río Claro
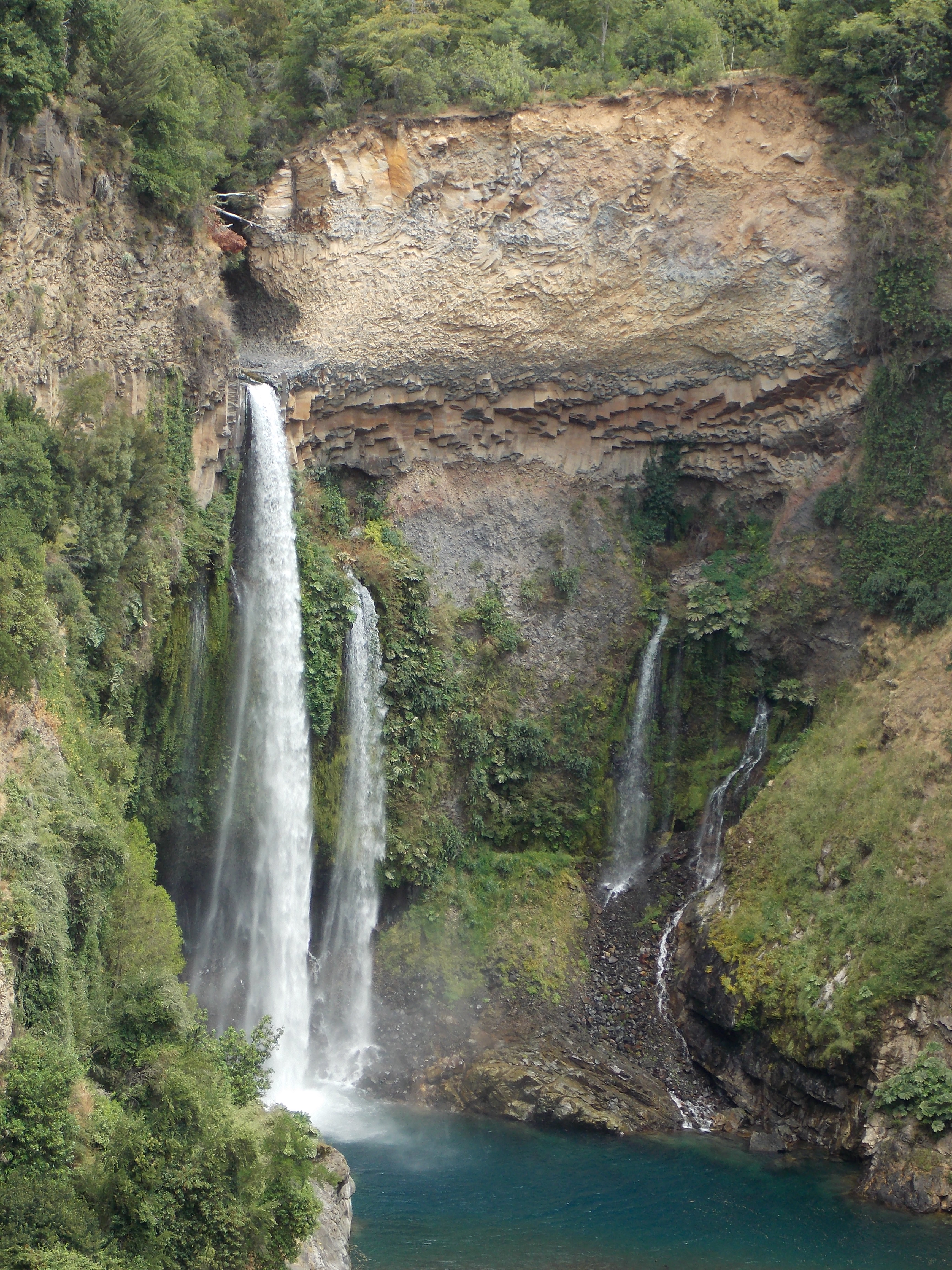
Velo de la Novia
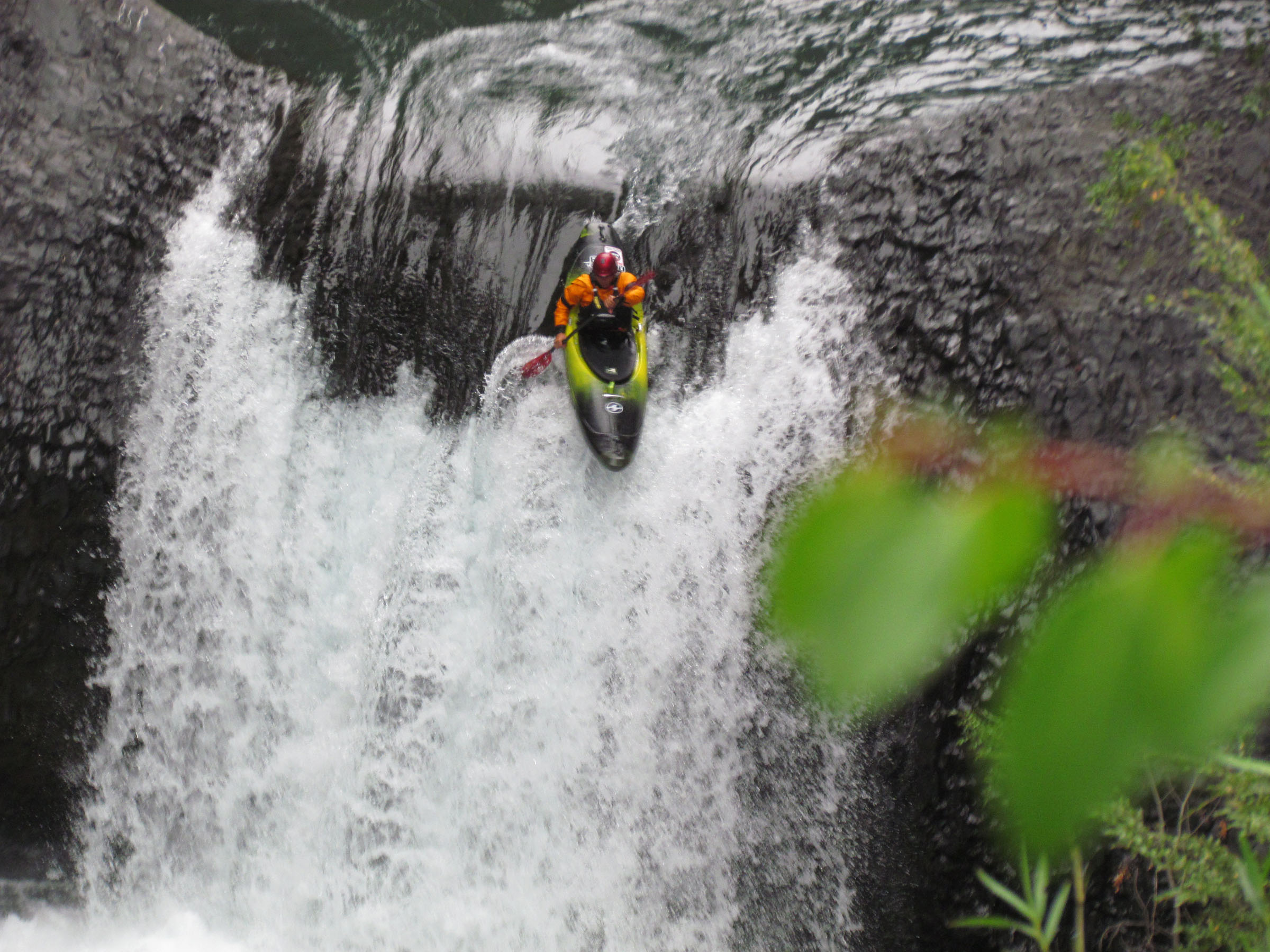
Práctica de kayak en siete tazas
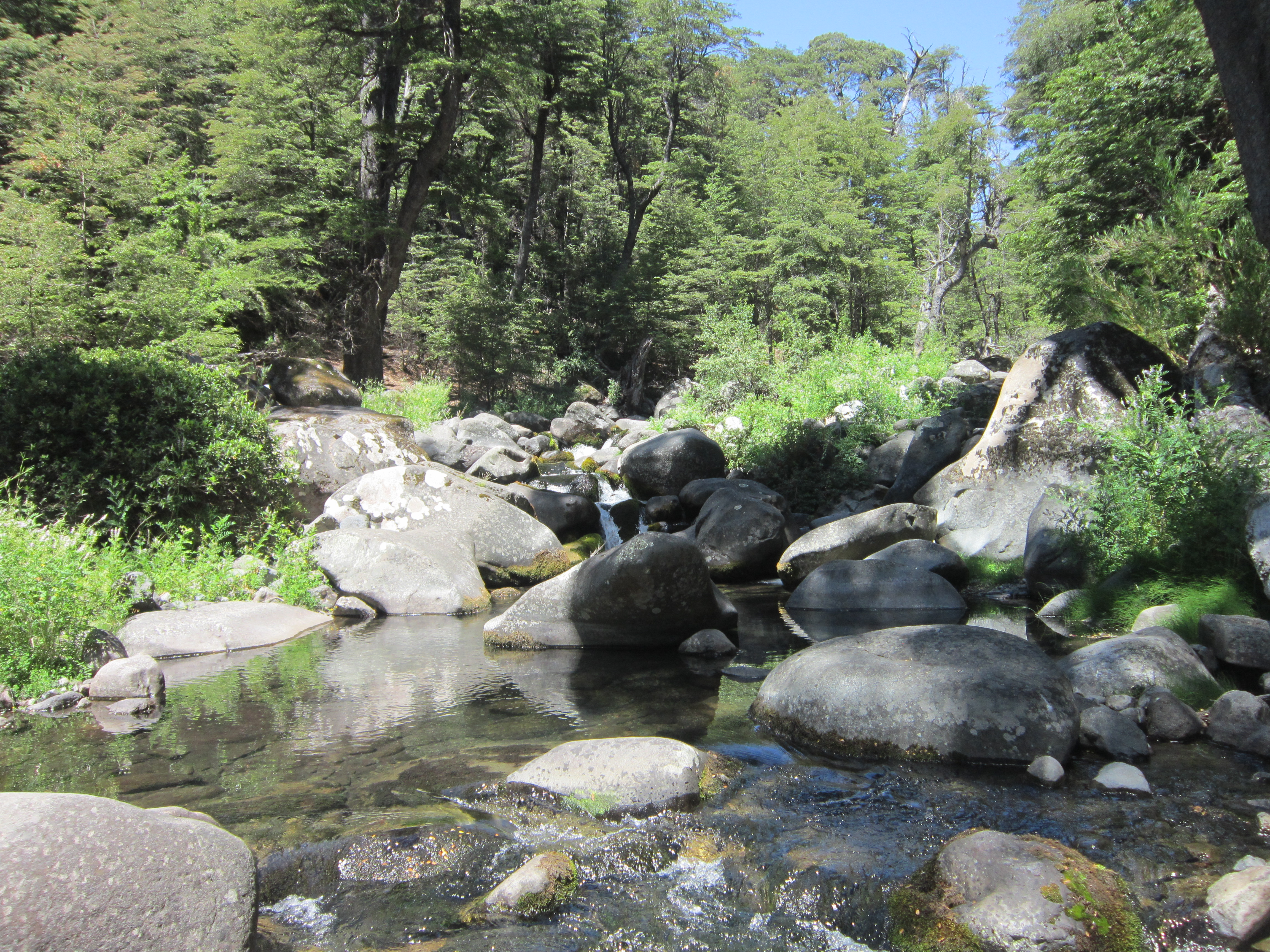
Afluente del río Claro
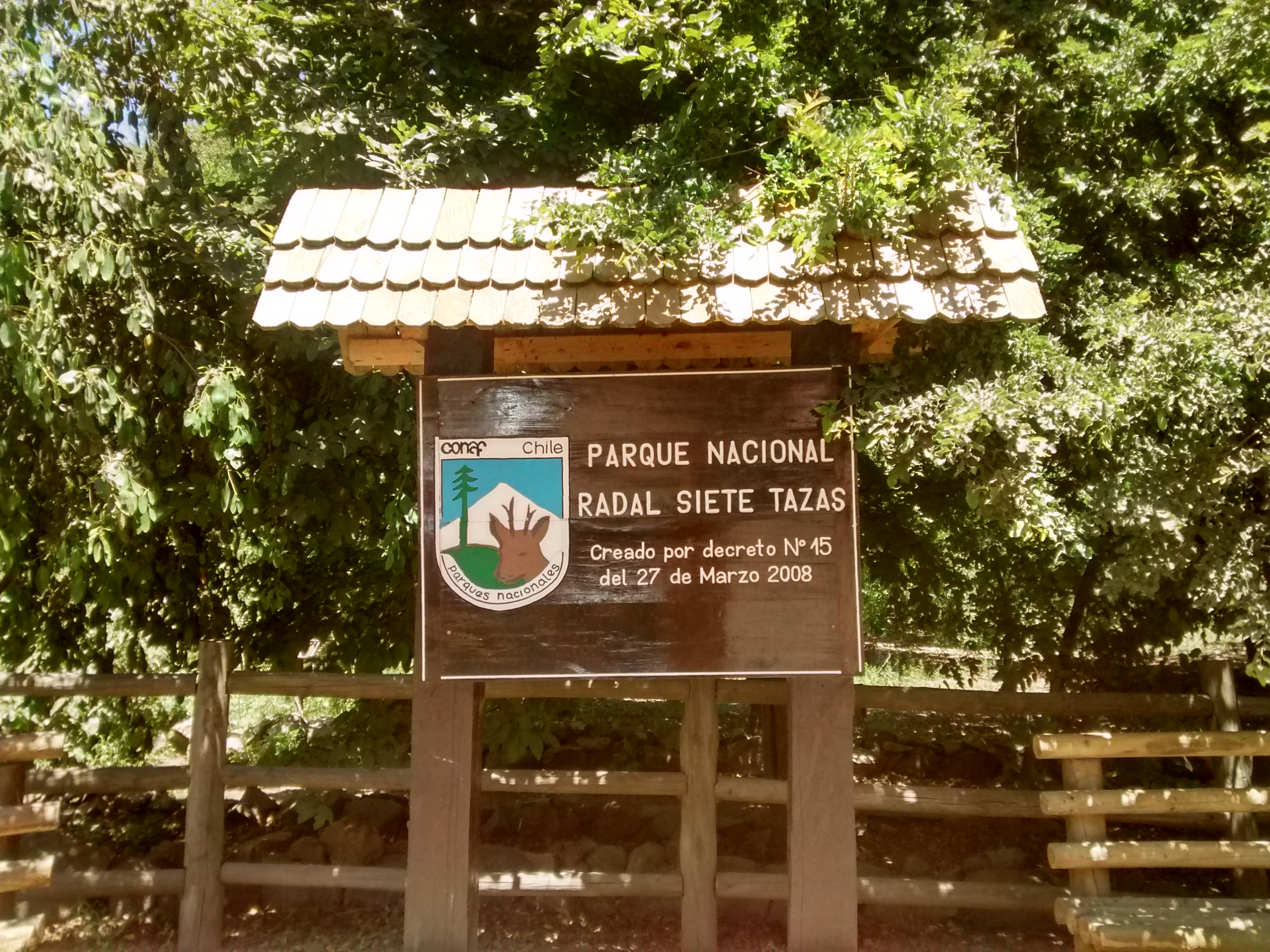
Frontis del parque
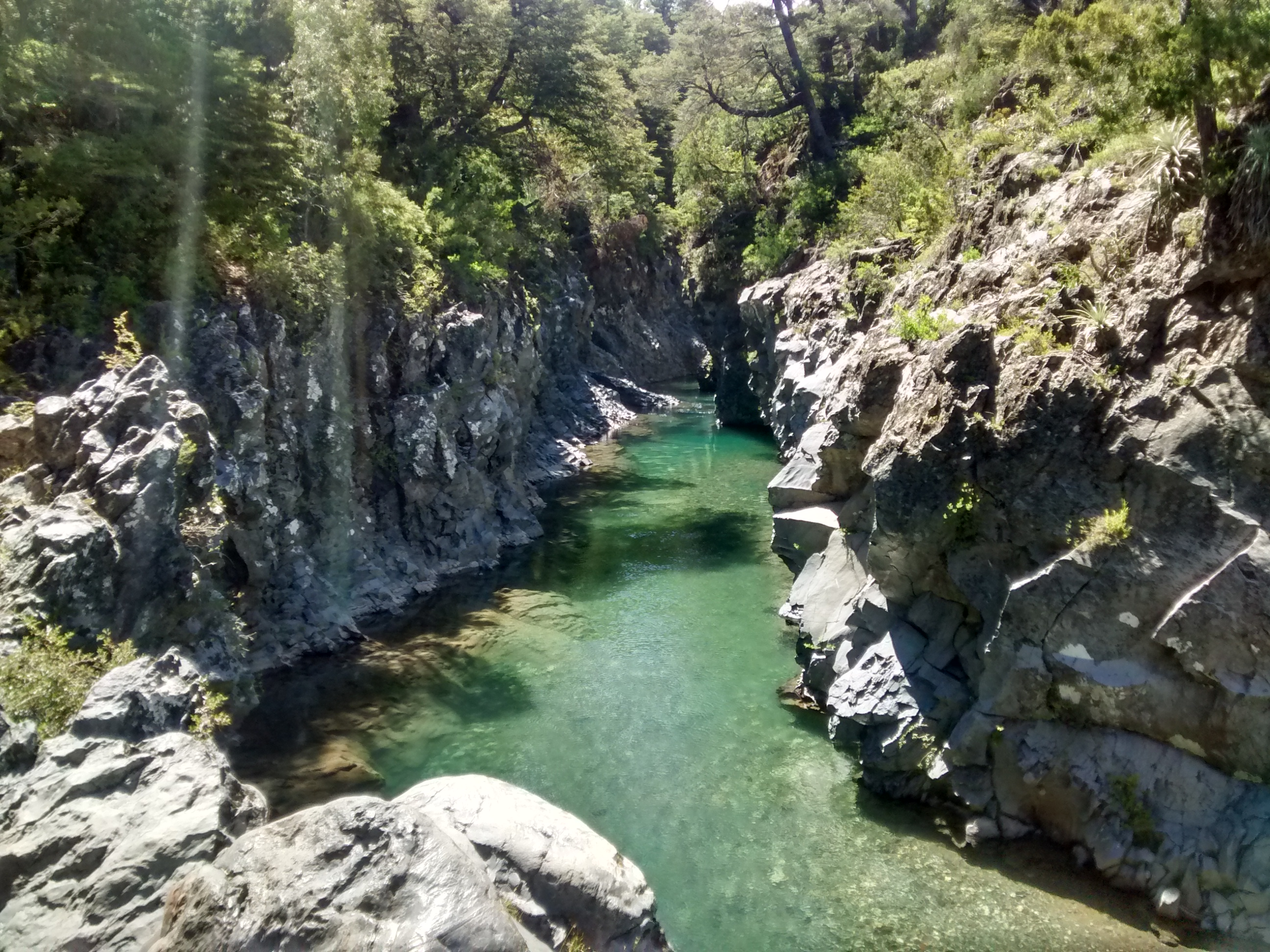
Río Claro antes de llegar a las tazas
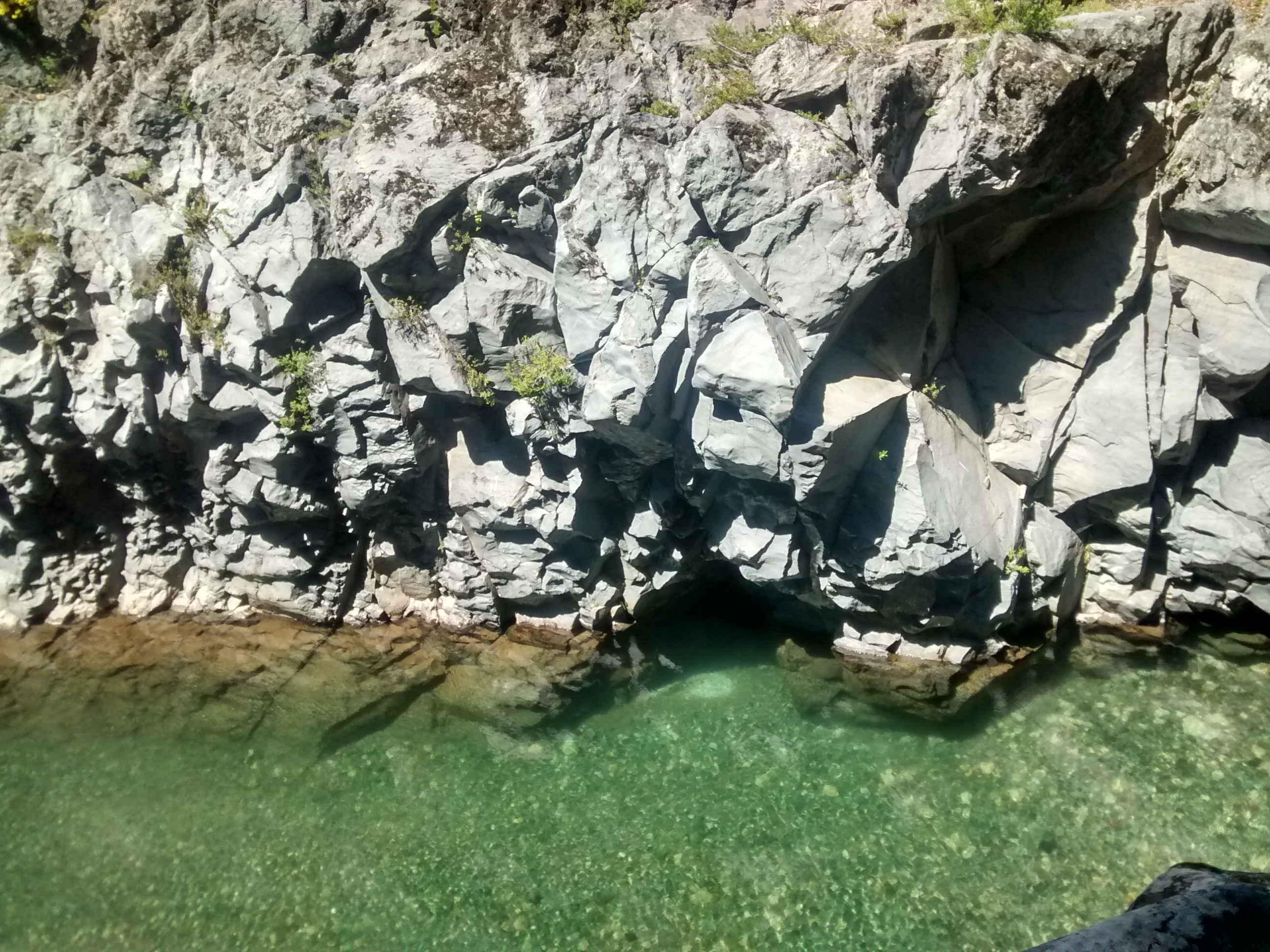
Cortes en las piedras hechos por el actuar del Río Claro